# 吉岡聖恵
吉岡 聖恵（よしおか きよえ、1984年2月29日 - ）は日本の女性シンガーソングライター。いきものがかりのメインボーカル担当。神奈川県厚木市出身。神奈川県立海老名高等学校、昭和音楽大学短期大学部卒業。既婚。

## 人物

### 来歴
生まれは静岡県静岡市で、5歳の頃に神奈川県厚木市に移住。
1999年11月に水野良樹と山下穂尊の同級生だった1歳上の兄に電話で呼び出され、2人が小田急小田原線相模大野駅前で行っていたストリートライブに飛び入り参加し、これをきっかけに『いきものがかり』に加入。このときが初対面であった山下は当時のことについて「赤いサングラスをかけて現れたことに驚いた」と振り返っている。
2002年に現役で昭和音楽大学短期大学部へ進学したが、自分の最大の武器だった歌が全く通じなかったことから「歌いたくない」というスランプに陥ったことがある。活動再開のため、水野が懸命に説得したもののそのたびにケンカになり、1年近く平行線を辿ったままだったが、当時海外旅行から帰国したばかりの山下が1日で説得に成功し、活動再開のめどが立つこととなる。
2020年8月1日、一般男性と結婚したことをファンクラブ公式サイトで発表した。相手について吉岡は「私を1人の人間として、1人の歌い手として心の底から受け止めてくれる優しい方です」とした上で「これからも皆様への感謝の気持ちを忘れずに、1人の人間として、そして歌手としてもより一層精進していきたいです」とコメントした。
2022年6月20日、第1子を妊娠していることを公式サイトで報告した。10月21日、第1子出産を発表。

### 音楽活動
- 『いきものがかり』での活動では基本的にボーカリストに徹しているため作詞・作曲に関わることは少ないが、2ndアルバム『ライフアルバム』に作詞に参加した曲（「月とあたしと冷蔵庫」「ちこくしちゃうよ」）が初めて収録され、3rdアルバム『My song Your song』以降は単独で作詞・作曲を手がけた曲が収録されるのが恒例となっている。19thシングル「キミがいる」では初めてシングルA面曲の作詞・作曲を手がけた。
  - 上記のように自身でも曲作りをするようになっているが、「（男子メンバーが作った曲よりも）自分が作った曲のほうが曲と自分との距離感をどうとればよいか分からないから歌うのが難しい」と語っており、歌入れはいつも苦労するとのこと[8]。
  - 曲作りの際に水野と山下からアドバイスしてもらうことは基本的になく、これについては水野も「吉岡が作った曲にダメだしをしたりするのは良くないと思っている」と語っている[9]。ただし、「白いダイアリー」の歌詞に関しては吉岡が制作に苦労したことから水野が「めずらしく多少のアドバイスをした」とのこと[10]。
- 歌声については水野と山下からは「いい意味でクセがないからどんなキャラクターに染まっても届きやすいので、自分たちは自由に曲が書ける」と評されている[11]。メジャーデビューからしばらくはビブラートをほとんどかけずに歌っており、これについて本人は「聴く人にしっかり届くことを一番に考えている。そのために必要なのはストレートに歌うことなので、もともとかけていたビブラートをかけることをやめた」と語っている[12]。ただし、ベストアルバム発売後に発表した楽曲ではビブラートをかけて歌うことが多くなっている。
- ライブでは曲によってタンバリンやピアニカ、カズーを演奏することがある。また、自身のラジオ番組『いきものがかり吉岡聖恵のオールナイトニッポン』（ニッポン放送）ではアコースティック・ギターでの弾き語りをしていた（単発と金曜1部時代のみ）。
- テレビ朝日系アニメ『カッコウの許嫁』のオープニングテーマを2022年4月から担当することとなり、吉岡のソロとしてテレビアニメ作品のオープニングテーマを担当するのはこれが初となる[13]。

### その他
- 自身で初めて購入したCDは「CROSS ROAD」（Mr.Children）で[14]、初めて行ったコンサートはゆずである。
- 父は中学時代に原辰徳（元読売ジャイアンツ監督）と野球部でチームメイトだった[15]。
- 兄と6歳年下の弟がいる。兄は前述のとおり水野と山下の高校時代の同級生で、高校当時はパンクバンド「HotSpring」のボーカルを担当しており、水野が率いていた「Groovy★Jack」とイベントを一緒に行うなど関係がよかったとのこと[16]。
- 実家は兼業農家で帰省時には収穫の手伝いなどをすることがある[17]。また、実家にはカラオケルームがあり、ものまねのレパートリーに「カラオケで歌っている家族のものまね」が存在する[18]。
- 2010年8月21日に東京ドームで開催された読売ジャイアンツ vs. 阪神タイガース18回戦で始球式を務めたが、投げたボールはホームベースのはるか手前でバウンドする大暴投となった[19]。これについて本人はオールナイトニッポンでリスナーから突っ込まれた際に「軟式球で練習していたから」などと言い訳していた[20]。
- 自他共に認めるダジャレ好きで、グッズ等の名前がダジャレになっているものは吉岡が考案したものが多い[21]。モノマネも得意で、アニメのキャラクターや家族のモノマネなど多数のレパートリーを持っている。
- インディーズ時代や『ライフアルバム』をリリースした頃まではマイクを右手で持って歌っていたが、ディレクターに「利き手でアクションを取ったほうが歌いやすいのではないか」とアドバイスされた後は左手で持って歌うようになっている。
- ラジオのフリートークやライブのMCの時に過剰なまでに企業・番組・商品・人名などの固有名詞を伏せることがある[注 1]。
- 幼少時代から歌うことが好きで童謡などをよく歌っており、小学生時代は合唱団に、中学生時代も合唱部に所属して歌い続けていた[14]。
- 高校時代は放送部、軽音部、バトン部に所属。他にも友人とJUDY AND MARYのコピーバンド「ジュディマロ」を組んでおり、校内でかなり人気があった[18]。
- 『COUNT DOWN TV』（TBSテレビ）で行われたアンケート調査「恋人にしたいアーティスト」において、2008年8月発表では8位、2009年2月発表では12位、2010年2月発表では11位にランクインした。また、レコチョクのアンケート「結婚したい女性アーティスト2010」で3位にランクインした[22]。この他にも、オリコン・エンタテインメントが調査した「女子が選ぶ 好きな女子AWARD 2013」のアーティスト部門では5位にランクインしている[23]。
- 路上ライブで吉岡が来る時は雨が降って中止になることが多かったため、男子メンバーからは雨女と呼ばれることがあった。また、5thアルバム『NEWTRAL』の発売日が吉岡の28歳の誕生日と重なったため、アルバム発売記念イベントとして吉岡のバースデーパーティが六本木ヒルズアリーナで行なわれたが、イベント当日は東京都内でも雪が降るほどの極寒だったため水野からは「雨女から雪女になった」と言われていた[24]。
- Superflyの越智志帆と仲がよい[25]。

## メディア出演

### テレビ
- BUNGO -日本文学シネマ-（TBSテレビ、2010年2月） - ナレーションを担当。
- いきものがかり吉岡聖恵 ポートレイト（NHK BSプレミアム、2016年12月2日） - 生い立ちからデビューして10周年を迎えるまでを振り返り紹介する。
- SONGS 第597回 Superfly（NHK総合テレビジョン、2022年4月7日） - 友人達の証言VTRで出演。

### ラジオ
- いきものがかり吉岡聖恵のオールナイトニッポン（ニッポン放送、2009年1月9日 - 2010年12月22日）
- いきものがかり吉岡聖恵のうたいろRadio（JFNC、2019年7月7日 - ）

### 映画
- 劇場版ポケットモンスター ベストウイッシュ 神速のゲノセクト ミュウツー覚醒（2013年7月13日公開） - イーブイ 役

### CM
- ヤクルト「ミルミル」（2024年）

## ディスコグラフィー

### シングル
|     | リリース       | タイトル | 規格品番    | オリコン 最高位 |
| --- | -------------- | -------- | ----------- | --------------- |
| 1st | 2021年12月22日 | まっさら | ESCL-5606/7 | 21位            |
| 2nd | 2022年6月15日  | 凸凹     | ESCL-5665/6 | 24位            |

### 配信
|     | リリース       | タイトル       | 備考                                              |
| --- | -------------- | -------------- | ------------------------------------------------- |
| 1st | 2018年2月28日  | 夢で逢えたら   | 先行配信。 アルバム「うたいろ」にも収録。         |
| 2nd | 2018年4月29日  | 糸             | 配信限定シングル。 アルバム「うたいろ」にも収録。 |
| 3rd | 2019年9月20日  | World In Union | アルバム「うたいろ」にも収録。                    |
| 4th | 2021年7月14日  | 夏色のおもいで |                                                   |
| 5th | 2021年11月29日 | まっさら       | CDシングル「まっさら」にも収録。                  |
| 6th | 2022年4月17日  | 凸凹           | 配信限定シングル                                  |

### アルバム
|     | リリース       | タイトル | 規格 | 規格品番  | オリコン 最高位 |
| --- | -------------- | -------- | ---- | --------- | --------------- |
| 1st | 2018年10月24日 | うたいろ | CD   | ESCL-5117 | 3位             |

### 参加作品
- 『EIICHI OHTAKI Song Book Ⅲ 大瀧詠一作品集Vol.3 「夢で逢えたら」（1976～2018）』（「夢で逢えたら」をカバー。2018年2月28日配信開始。同年3月21日よりCDおよびLPレコードで発売）[28]
- 『松本隆　作詞活動50周年トリビュートアルバム～風街に連れてって！～』（チューリップの「夏色のおもいで」をカバー。2021年7月14日。）

## タイアップ一覧
| 楽曲           | タイアップ                                                     |
| -------------- | -------------------------------------------------------------- |
| World In Union | 「ラグビーワールドカップ2019」 オフィシャルソング              |
| まっさら       | オリジナルアニメーション 『まっさら』 主題歌                   |
| まっさら       | ワコール 「ウイング」 2022年度版CMソング                       |
| 凸凹           | テレビ朝日系アニメ 『カッコウの許嫁』 オープニングテーマソング |